# Cisticola nigriloris
Cisticola nigriloris е вид птица от семейство Cisticolidae.

## Разпространение
Видът е разпространен в Малави, Танзания и Замбия.